# Bangshipu
Bangshipu är en köping i Kina. Den ligger i provinsen Liaoning, i den nordöstra delen av landet, omkring 170 kilometer söder om provinshuvudstaden Shenyang. Antalet invånare är 22 015. Befolkningen består av 10 576 kvinnor och 11 439 män. Barn under 15 år utgör 13,0 %, vuxna 15-64 år 75 %, och äldre över 65 år 11,0 %.
Runt Bangshipu är det tätbefolkat, med 297 invånare per kvadratkilometer. Närmaste större samhälle är Huangtuling, 11,0 km öster om Bangshipu. I omgivningarna runt Bangshipu växer i huvudsak blandskog.
Genomsnittlig årsnederbörd är 1 033 millimeter. Den regnigaste månaden är juli, med i genomsnitt 314 mm nederbörd, och den torraste är januari, med 8 mm nederbörd.